# Klášter Saint-Martin du Canigou
Klášter Saint-Martin du Canigou (katalánsky Sant Martí del Canigó) je benediktinské opatství u vsi Casteil vysoko na svazích Canigou.
Klášter byl založen na počátku 11. století hrabětem Guifredem z Cerdagne jako dceřiný klášter kláštera Ripoll. První písemná zmínka pochází z roku 1009 a poté z roku 1026. Roku 1035 vstoupil jako mnich do místního konventu i samotný fundátor a setrval zde až do své smrt roku 1049. Společně se svými manželkami byl v klášterním ústraní pochován.
Koncem 12. století počaly klášter stíhat nepříjemnosti v podobě plenících vojáků a roku 1428 postihlo Katalánsko zemětřesení. Opatství bylo roku 1783 uzavřeno a jeho obnova započala až na začátku 20. století díky aktivitě biskupa z Perpignanu.
Nyní je v klášteře smíšený konvent blahoslavených a také noclehárna pro poutníky do Santiaga de Compostela.